# Sessions@AOL
«Sessions@AOL»  — перший EP альбом канадсько-португальської співачки Неллі Фуртадо. Виданий 30 березня 2004 року лейблами Geffen і MMG у форматі digital download .

## Список композицій
1. "Powerless (Say What You Want) (Live)"  – 3:25
2. "Try (Live)"  – 4:12
3. "ExplodeExplode (Live)"  – 3:38
4. "I'm Like a Bird (Live)"  – 4:45